# ناصرخسرو (جماعت)
ناصرخسرو جماعت و شهرکی در جنوب غربی کشور تاجیکستان است که در ناحیهٔ قبادیان ولایت ختلان قرار دارد. جمعیت این جماعت ۲۵٬۱۵۴ است.